# Kleverig vlas
Het kleverig vlas (Linum viscosum) is een kruidachtige plant uit de vlasfamilie (Linaceae) uit Zuid- en Midden-Europa.
Het is een vlassoort met opvallend grote en donker generfde, roze bloemen.

## Naamgeving enetymologie
- Synoniemen: : Linum silvestre Scop.
- Andere talen
  - (fr)  Lin visqueux
  - (de)  Klebriger Lein
  - (en)  Sticky Flax
  - (es)  Lino viscoso

De botanische naam Linum is de Latijnse naam voor 'vlas'. De soortaanduiding viscosum is afkomstig van het Latijnse 'viscosus' (kleverig).

## Kenmerken
Het kleverig vlas is een overblijvende, kruidachtige plant met tot 60 cm lange, opgerichte of opgaande, klierachtig behaarde  bloemstengels. De bladeren zijn tot 3 cm lang, langwerpig tot lancetvormig, met drie tot vijf nerven, langs de bladrand klierachtig behaard, afwisselend langs de stengel geplaatst. 
De tot 5 cm grote bloemen zitten solitair of in kleine trossen aan het einde van de bloeistengel. De kelk bestaat uit vijf kleine, losse, behaarde en elliptische kelkblaadjes. De kroon is eveneens vijftallig, de kroonbladen zijn tot 2 cm lang, roze gekleurd met donkerder nerven en een gele keel. Het vruchtbeginsel is bovenstandig en eindigt in een lijnvormige stempel. Rond de stamper staan vijf meeldraden, afgewisseld met vijf staminodiën, die aan basis met elkaar vergroeid zijn.
De vrucht is een bolvormige doosvrucht die zicht opent met tien kleppen.
Het kleverig vlas bloeit van juli tot augustus.

## Habitaten verspreiding
Het kleverig vlas komt vooral voor op droge tot vochtige, kalkhoudende of lemige bodems, zoals in kalkgraslanden, open plaatsen in loof- of naaldbossen en in struwelen, van 350 tot 1.800 m hoogte.
De plant is afkomstig uit Midden- en Zuid-Europa, van het noorden van het Iberisch schiereiland (Pyreneeën, Cantabrisch Gebergte), over de Franse Middellandse Zeekust, Italië en Oostenrijk tot in Beieren in Duitsland.
... · 
L. alpinum · 
L. austriacum (Oostenrijks vlas) · 
L. bienne (Tweejarig vlas) · 
L. catharticum (Geelhartje) · 
L. leonii (Frans vlas) · 
L. narbonense · 
L. perenne (Overblijvend vlas) · 
L. suffruticosum · 
L. tenuifolium (Smal vlas) · 
L. trigynum · 
L. usitatissimum (Vlas) · 
L. viscosum (Kleverig vlas) · 
...